# Castrocit
Castrocit (en langue aragonaise ; en castillan : Castrocid) est un village de la province de Huesca, situé à environ deux kilomètres au nord-est du village de Veracruz, auquel il est rattaché administrativement. Il se trouve à 1 161 mètres d'altitude. Il comptait une cinquantaine d'habitants vers 1920, 9 en 1980, et est aujourd'hui inhabité. Il est mentionné pour la première fois dans une source écrite dans un documenté daté de 990. Il compte une église dédiée à saint Christophe, construite au XIIe siècle, ainsi qu'une chapelle dédiée à la Vierge Marie. 